# Ruanda-Urundi
Ruanda-Urundi var en tidigare del av Tyska Östafrika, som Belgien ockuperade under första världskriget. Det var ursprungligen två kungadömen, vilka idag motsvaras av staterna Rwanda och Burundi.

## Historia
Ruanda-Urundis urinnevånare, twa, underkuvades omkring 800 e.Kr. av hutufolket, som var jordbrukande. På 1400-talet invaderades området av det boskapsägande tutsifolket. Tutsi assimilerades snabbt och ett vasallförhållande uppstod mellan hutu och de härskande tutsi. I Ruanda behöll tutsi sin oinskränkta elitposition, men i Urundi bildades en ny elitklass, ganwa, som senare rönte motstånd från både hutu- och tutsihåll.

Vid Berlinkongressen 1884-85 tillföll Ruanda-Urundi Tyskland och bildade tillsammans med Tanganyika Tyska Östafrika. Under första världskriget ockuperades Ruanda-Urundi av belgiska trupper, blev formellt mandat under Nationernas förbund och administrerades av Belgien tillsammans med Belgiska Kongo. År 1948 blev Ruanda-Urundi protektorat under Förenta nationerna fram till 1962, då de oberoende staterna Rwanda och Burundi bildades.

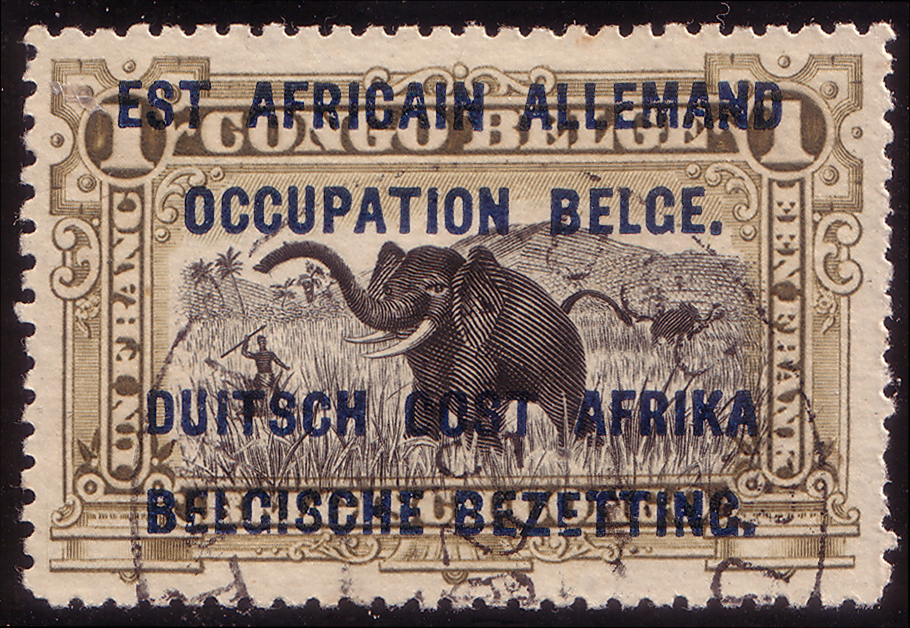
Överstruket frimärke under ockupationen av Tyska Östafrika.

## Administration

### Kungliga kommissionärer
- Justin Malfeyt (november 1916 – maj 1919)
- Alfred Frédéric Gérard Marzorati (maj 1919 – augusti 1926)

### Guvernörer (Deputerade-generalguvernörer av Belgiska Kongo)
- Alfred Frédéric Gérard Marzorati (augusti 1926 – februari 1929)
- Louis Joseph Postiaux (februari 1929 – juli 1930)
- Charles Henri Joseph Voisin (juli 1930 – augusti 1932)
- Eugène Jacques Pierre Louis Jungers (augusti 1932 – juli 1946)
- Maurice Simon (juli 1946 – augusti 1949)
- Léon Antoine Marie Pétillon (augusti 1949 – januari 1952)
- Alfred Claeys Boùùaert (januari 1952 – mars 1955)
- Jean-Paul Harroy (mars 1955 – januari 1962)